# Krvavica (Chorwacja)
Krvavica – wieś w Chorwacji, w żupanii splicko-dalmatyńskiej, w gminie Baška Voda. W 2011 roku liczyła 314 mieszkańców.
Pierwsza wzmianka o osadzie pochodzi z 1792 roku. W tym okresie wzniesiono również pierwsze domostwa. Osada w całości znajduje się poniżej Magistrali Adriatyckiej, głównej trasy samochodowej chorwackiego wybrzeża. Symbolem Krvavicy jest "Ključ kuk", wysoka ściana skalna wznosząca się ponad miejscowością. Nadmorska promenada ciągnie się około 4 km w kierunku Makarskiej, a 6 km w kierunku Baškiej Vody.
Miejscowy kompleks turystyczny z 1960 roku już nie funkcjonuje, chociaż turyści mają do dyspozycji wiele miejsc prywatnych apartamentach.